# Magyar Természettudományi Múzeum
A Magyar Természettudományi Múzeum Magyarország legnagyobb természetrajzi (ásványtani, kőzettani, földtani, őslénytani, növénytani, állattani, embertani) gyűjteménye. 1802-től Magyar Nemzeti Múzeum része, 1949-től önállósodott. Mai főépülete a korábbi Magyar Királyi Honvéd Ludovika Akadémia lovardája a Budapest IX. kerületi Ludovika téren, a múzeum 1995-től használja. (Más helyeken is vannak gyűjteményei.) A 2010-es évektől a múzeum vidékre költözésének kérdése rendszeresen felmerül, azonban ez eddig még nem valósult meg. 2024. július 1-től a Magyar Nemzeti Múzeum Közgyűjteményi Központ tagintézményeként működik.

## A múzeum története

### Megalakulása
1802-ben Széchényi Ferenc gróf felajánlotta könyvtárát és éremgyűjteményét a nemzetnek, hogy ezzel megvesse „egy közművelődési tudományos központ, egy nemzeti könyvtár” alapjait. Ebből alakult ki a későbbi Magyar Nemzeti Múzeum (és a Országos Széchényi Könyvtár), melyen belül a gróf feleségének, Festetics Julianna grófnőnek az ásványgyűjteménye alapozta meg a későbbi természettudományi részleget.
Az első őslénytani gyűjtemény Rainer József főherceg ajándéka volt, mely 1811-ben érkezett, és ez évben vásárolták meg özv. Jordán Annától az első állattani gyűjteményt is. 1818-ban József nádor megvásárolta Kitaibel Pál növénygyűjteményét, ezzel megvetette a botanikai osztály alapjait. A reformkor hazafias légkörében szépen gyarapodtak a gyűjtemények, adományozás és vásárlás útján egyaránt. A szabadságharc idejére az ásvány- és kőzetgyűjtemény 13 ezer darabot, az állattani anyag több mint 35 ezer példányt számlált. A szabadságharc bukása utáni időszak nem kedvezett a nemzeti gyűjtemények gyarapításának, nagyobb tételt csak a Királyi Magyar Természettudományi Társulat gyűjteményeinek átadása jelentett 1856-ban. Ekkor a teljes múzeumi anyag a Nemzeti Múzeum épületének tízegynéhány termét foglalta el, s az ekkori szokásnak megfelelően az elhelyezés egyben a bemutatást is szolgálta, s az anyag bárki számára megtekinthető volt.
A Nemzeti Múzeumon belül 1870-ben elkülönült az állattári, az ásvány-őslénytári és a növénytári osztály. A természetrajzi gyűjtemények nagysága a millenniumra (1896-ra) megközelítette az 1 millió darabot. A gyűjtemények zsúfoltsága, a helyszűke elodázhatatlanná tette egyes részlegek új helyre költöztetését. Legelőször a „kézműves gyűjtemény” ipartörténeti és technológiai emlékeit helyezték át a József-műegyetem és az iparegyesület épületeibe. Ezt követték a régiségtár egyes darabjai és a néprajzi osztály egy része, amely az 1873-ban épült, mai Iparművészeti Múzeumba került. A növénytári gyűjteményeket 1892-ben bérelt lakásokban helyezték el, majd 1905-ben az Akadémia épületében. Az Állattár és az Ásvány-Őslénytár egyelőre a Nemzeti Múzeum épületében maradt, de zsúfoltsága csak alig-alig oldódott. 1902-ben már csak az állattani gyűjtemény darabszáma is megközelítette az 1 milliót.

### A két világháború között
Az összes nemzeti közgyűjtemény irányítására 1922-ben létrehozták az Országos Magyar Gyűjteményegyetemet. Végül 1933-ban az Országos Természettudományi Múzeum részleges önállóságot kapott, de hivatalosan még mindig a Nemzeti Múzeum részének számított. Az Állattár 1926-ban végleg kinőtte a helyét, és ideiglenesen (1928 nyaráig) a Szentkirályi u. 7. sz. alatti épületbe került, összecsomagolva. Az 1927-es budapesti X. Zoológiai Világkongresszusnak is köszönhető, hogy 1928-ban megkapta máig is kitartó épületét, a VIII. kerületi Baross utca 13. alatti – eredetileg szintén nem múzeumi célokra épült – házat. Ekkorra a rovargyűjtemények példányszáma már elérte a 3 milliót.

### A II. világháború után

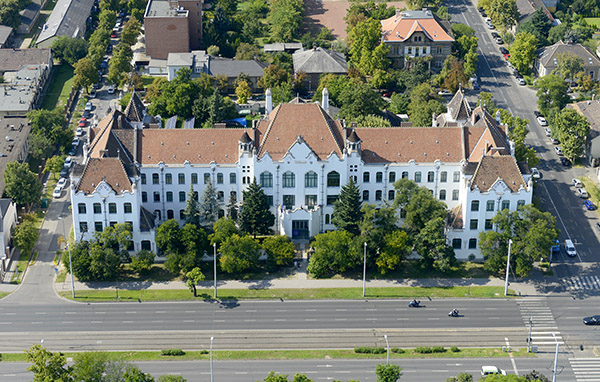
A Növénytár gyűjteményei jelenleg a Könyves Kálmán krt. 40. szám alatti szecessziós palotában (Tündérpalota) vannak elhelyezve. Nem látogatható

A második világháború után újra intenzíven folytak a magyarországi növénytani és állattani kutatások, melyekben az egyetemi, kutatóintézeti és magánkutatók is részt vettek. A hazai élővilág megismerése – nem kis részben a múzeum kutatóinak munkájával – fellendült.
A növénytár anyagának értékes részeit a háborús veszélyek elől 1944–45-ben Váchartyánba és az alsópetényi Andreánszky-birtokra menekítették. Itt azonban a gyűjtemények nagyrészt megsemmisültek, miközben az Akadémián maradtak kevésbé sérültek. 1951-től a növénytár a városligeti Vajdahunyad várában kapott elhelyezést, de 1979-ben innen is költöznie kellett. Mai helye azóta is a Könyves Kálmán körút 40. sz. épület, melyet Kőrössy Albert Kálmán tervezett.
1945 tavaszán a múzeum megbízott főigazgatója, Tasnádi Kubacska András a Magyar Királyi Vallás- és Közoktatásügyi Minisztériumhoz intézett felterjesztésében javasolta, hogy a múzeum ötödik táraként Embertani Tár létesüljön: …„hogy az emberrel foglalkozó tár az őt megillető helyre, a biológiai tudományok csoportjába kerüljön.”  A felterjesztést jóváhagyták, és Nemeskéri János vezetésével a Baross utcában megalakult az új Tár.
A tárat az 1956-os forradalom alatti belövések miatt néhány hónapig az Újkori Történeti Múzeumban (József nádor tér 2.) helyezték el, majd hamarosan a Petőfi Irodalmi Múzeum korábbi épületébe (Bajza u. 39.) költözött. Végül, 1999-ben a mai helyére, a Ludovikába került. Az intézmény a magyar antropológiai kutatások egyik fő bázisa. Anyagát a újkőkorszaktól a magyar történelem újkoráig tartó időszakba datált leletek alkotják. Egy 1968-as felmérés alapján ez volt a Föld hatodik legnagyobb embertani gyűjteménye, és manapság is az első 10 európai gyűjtemény közt tartják számon.
1956. október 24-én találatot kapott a Nemzeti Múzeum épülete, ahol elpusztult az Afrika-kiállítás, az Ásványtár és az Őslénytár egy része; november 5-én pedig gyújtóbomba talált a Baross utcai Állattárba, ahol elégett 36 ezer madár, 22 ezer tojás, 13 ezer hal, 40 ezer kétéltű és hüllő, 500 ezer puhatestű, 60 ezer szitakötő, recésszárnyú és egyenesszárnyú, 200 ezer légy – e csoportok anyagából igen sok típuspéldány is –, valamint 100 ezer szakkönyv és különlenyomat.
A kiállítás és a gyűjteményi anyagok részleges pótlására Széchenyi Zsigmond és társai Afrikában kezdtek gyűjteni. Az 1960-as, 1970-es években a magyar kutatók sokat gyűjtöttek az „egzotikus” szocialista országokban, például Észak-Koreában, Vietnámban, Kubában, Mongóliában, így ezek élővilágáról a múzeum ma is jelentős anyagot őriz.

## A múzeum jelene

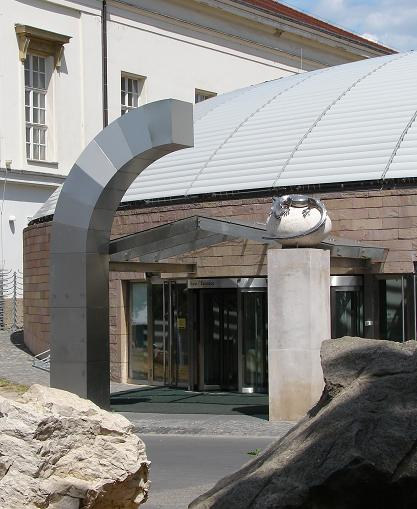
A múzeum bejárata

A Nemzeti Múzeum épületéből kiköltöző Magyar Természettudományi Múzeumnak új kiállítóhelyre volt szüksége, miközben kinőtte a rendelkezésre álló raktárakat is. Egy 1994-es kormányhatározat a múzeumot a Ludovika Akadémia épületegyüttesében helyezte el. 1995 óta beköltözhetett ide az Ásvány- és Kőzettár, az Embertani Tár, a Föld- és Őslénytani Tár, a Könyvtár, az Állattár Madár- és Emlősgyűjteménye, a Molekuláris Genetikai Laboratórium, valamint az MTA-MTM Állatökológiai és Paleontológiai Kutatócsoportjai. Más gyűjtemények költöztetése még a felújítási munkák befejezésére vár.
Az 1996 óta működő kiállítási épületben eredetileg a Ludovika fedett lovardája volt, majd az Alfa Mozi üzemelt benne, amely 1992-ben leégett. A Ludovika főépületét az ELTE Természettudományi Karának egyes tanszékei használták, rendkívül lepusztult állapotban. A ma már szépen felújított déli szárnyban a Raoul Wallenberg Humán Szakképző Iskola és Gimnázium működött 2015-ig. A fedett lovarda (felújítva) és a főépület (részben felújítva) a föld alatt jelentősen kiterjesztve és összekötve ma a Természettudományi Múzeumnak ad otthont.

### Költözés
A múzeum elköltözése 2010 óta folyamatosan folyamatosan szóbakerült. A három különböző ponton működő intézményt 2011-től a Nemzeti Közszolgálati Egyetem kezdte kiszorítani a Ludovika épületéből. Eleinte arról volt szó, hogy a fővárosban kap egy új épületet, majd 2018 decemberében Palkovics László innovációs és technológiai miniszter már arról beszélt, hogy vidékre akarja a kormány költöztetni. 2020 elején a kormány titkos határozatot hozott arról, hogy a múzeumot Debrecen költöztetik. A Covid19 járvány miatt a terveket évekig pihentették, sőt arról is szó volt, hogy mégis Budapesten maradhat. 2024-től Lázár János újult erővel próbálja meg a költöztetést véghezvinni.

## Vezetőség
Főigazgató: Bernert Zsolt (2019–)
Tudományos és gyűjteményi főigazgató-helyettes: Gubányi András
Általános és közművelődési főigazgató-helyettes: Buzár Ágota

## Igazgatói
- 1900 körül: Horváth Géza
- 1934–1937: Ernyey József
- 1937–1945 (?): Éhik Gyula
- 1945–1949: Tasnádi Kubacska András
- 1949–1960: Boros István
- 1970–1986: Kaszab Zoltán
- 1986–2013: Matskási István
- 2013–2019: Korsós Zoltán
- 2019–: Bernert Zsolt

## Elérhetőségek
- Cím: 1083 Budapest, Ludovika tér 2-6.
- Telefon: +36 (1) 210-10-85
- Nyitvatartás: mindennap 09:00-17:00 között
- Megközelítés: az M3-as metróvonal Semmelweis Klinikák vagy Nagyvárad téri megállójától

## Funkciók
A múzeum hármas funkciót lát el:
- a gyűjtemények megőrzése és gyarapítása;
- tudományos kutatómunka, elsősorban – de nem kizárólag – a gyűjtemények feldolgozása kapcsán;
- a gyűjtemények és az új tudományos eredmények bemutatása időszaki és állandó kiállítások által.

## Felépítés
A múzeum gyűjteményei:
- Állattár Archiválva 2020. január 6-i dátummal a Wayback Machine-ben
- Ásvány- és Kőzettár Archiválva 2020. február 8-i dátummal a Wayback Machine-ben
- Embertani Tár Archiválva 2020. február 8-i dátummal a Wayback Machine-ben
- Őslénytani és Földtani Tár Archiválva 2020. január 6-i dátummal a Wayback Machine-ben
- Növénytár Archiválva 2020. január 6-i dátummal a Wayback Machine-ben
- Könyvtár
- Molekuláris Taxonómiai Laboratórium Archiválva 2020. január 6-i dátummal a Wayback Machine-ben

## Látogatók képei
|  |  |  |  |

|  |  |  |  |